# پرچم قبرس

پرچم قبرس

پرچم قبرس با تناسب ۳:۵ در ۱۶ اوت ۱۹۶۰ پذیرفته شد. این پرچم که توسط عصمت گونی، هنرمند ترک‌تبار قبرسی طراحی گردیده شامل پس زمینه‌ای سفید است که در میان آن نقشه‌ای مسی رنگ، از جزیرهٔ قبرس (قبرس از واژه‌ای یونانی به معنای مس گرفته شده است) در بالای دو شاخهٔ سبزرنگ زیتون قرار گرفته است. رنگ سفید به نشانهٔ صلح بین دو جامعهٔ متضاد یونانی‌تبار و ترک‌تبار جزیره انتخاب شده و شاخه‌های زیتون نیز بار دیگر نماد صلح و امید به آشتی یونانیان و ترکان قبرس است.

## دیگر پرچم‌ها

پرچم قبرس بریتانیا در ۱۹۲۲
پرچم قبرس در ۱۹۶۰
پرچم پیشنهادی برای جمهوری متحد قبرس